# Kanat de Gilan
El Kanat de Gilan fou un estat virtualment independent de Pèrsia que va existir al Gilan després del 1749 i fins al 1787.

## Antecedents
El 1721 grups lesguians, sense cap control però nominalment subjectes perses, van atacar comerciants russos a Xirvan. Pere el Gran va enviar cent mil soldats a la zona el 1722, i sortint d'Astrakhan van ocupar Derbent el setembre de 1722. Però al mateix temps l'amenaça turca al nord-oest de Pèrsia el va obligar a retirar-se a Astracan a l'hivern. El governador persa de Gilan temia una invasió dels afganesos a la seva província i va enviar una petició a Pere el Gran demanant una guarnició russa a la seva capital Rasht (Rašt) que estava assetjada per Zebardast Khan Afḡān. El xah Tahmasp II es va mostrar d'acord amb la petició a través del seu enviat Ismail Beg que va signar un tractat d'aliança i protecció amb Rússia. El 1723 Pere I va ordenar a dos batallons (sota el coronel Shipov) embarcar-se cap a Gilan. Quan van arribar el governador va dubtar sobre si donar permís per desembarcar però finalment ho va permetre si bé ni el governador ni la població es van mostrar satisfets; les forces russes foren enviades a un caravanserrall prop de Rasht. Mentre Bakú, bombardejada per vaixells russos, es va rendir el juliol del 1723. Isnail Beg després de demanat ajut al tsar contra els invasors otomans i afganesos va tornar a la cort persa a Esfahan i va passar per Rasht on es va trobar amb Shipov; sembla que el xah havia canviat de parer i Shipov es va emportar a Ismail (que no ho sabia) cap a Moscou per rebre instruccions. Mentre Tahmasp II va enviar missatges al governador de Gilan i a Shipov demanant la retirada russa. El governador va obeir i va mobilitzar quinze mil homes, però quasi tots pagesos de la zona sense entrenament, i va assetjar la guarnició russa a Rasht; sota un intens foc enemic els russos es van dispersar amb un miler de baixes; en saber la notícia el tsar Pere va enviar quatre batallons manats pel general Levashev (que substituïa a Shipov) que va arribar al setembre i va liquidar a les forces del governador de Gilan. Al mateix temps Shipov i Ismail Beg van arribar a Moscou sense saber res del canvi de posició del xah, i es va signar un tractat d'aliança pel qual Pèrsia cedia a Rússia Talysh, Gilan, Mazanderan i Província d'Astarabad, a més de les ja ocupades Derbent i Bakú (23 de setembre de 1723). Per tant, el tsar (que si estava al corrent) va nomenar al General Levashev com a governador de Gilan.
El 1727 el governador rus va derrotar les forces afganeses d'Axraf, que havien fet incursions a Gilan, i va començar negociacions amb el cap afganès Moḥammad Saydal Khan que va portar a un acord entre les dues parts signat a Rasht (febrer de 1729), pel qual Ašraf venia a més a més la regió de Rudbar a Rússia a canvi de ser reconegut com a xa de Pèrsia. El tractat va quedar de fet en no res quan Nadir Khan (després Nadir Xah) va avançar cap a Esfahan i va obligar a Ašraf a abandonar la capital. Ašraf fou assassinat en el seu retorn a Kandahar.
El 1728, Zaynal ibn Ibrahim, un dervix o qalandar de Lahidjan, va agafar el títol principesc d'Ismail Mirza, proclamant que era fill de Shah Sulṭan Husayn. Després de derrotar a un nombre considerable de muntanyencs del Daylam, va ocupar el Daylaman, Ranekuh i Masula i va començar a amenaçar els interessos de totes les parts: Tahmasp II, els russos i els otomans. Derrotat Zaynal pels partidaris de Tahmasp, va xocar llavors amb les forces russes que el van empènyer sobre els territoris ocupats pels otomans a l'Azerbaidjan oriental, on les seves forces foren derrotats pels turcs i Zaynal va resultar mort.
Mort el tsar Pere I el Gran el 1725, el govern de Moscou va considerar la retirada de les forces russes que es va fer efectiva completament el 1734 quan Gilan va quedar evacuat igual que les altres províncies; les causes de la retirada eren variades, destacant el poder de Nadir Khan (després Nadir Xah), les malalties que afectaven a les tropes i els causaven moltes baixes que van reduir l'exèrcit a la meitat, i problemes interns. Es van negociar dos tractats, el de Rasht (febrer de 1732) pactant l'evacuació efectiva en dos anys); i el de Ganja (març de 1735) que retornava a Pèrsia les províncies ocupades incloent Derbent i Bakú.

## Govern intern del Gilan
Els governants rurals de Gilan eren de la família dels Ishqiya (descendents d'Amir Dobbaj de Fuman i Bia-pas amb la supervisió dels governadors de districte que eren també de clans locals destacats. Tots ells estaven supeditats a un governador general designat pel xa safàvida, i després per Nadir Xah. Els seus períodes de govern foren curts. Durant el regnat de Nadir Xah els governants locals van entregar els tributs al governador general o directament al xa. Però la imposició fou excessiva i això va portar a algunes revoltes, la primera iniciada a Talysh el 1744 que va durar dos anys i l'altra a Gaskar el 1746 que encara seguia quan Nadir Xah fou assassinat el juny de 1747. En aquests anys Nadir va intentar crear una flota a la mar Càspia i va encarregar la tasca a l'anglès John Elton (al qual va donar el títol de Jamal Beg), que ja havia construït dos vaixells al Volga (a Kazan), que va establir unes drassanes a Anzali. Elton va poder construir un vaixell amb 20 canons, superior als que tenia Rússia a la mar Càspia, i va fer inspecció de la costa oriental de la mar Càspia.

## Fundació del kanat
Amb l'anarquia a la mort de Nadir Xah, alguns caps gilanis van prendre el poder. El 1749 Aga Jamal Fumani (descendent d'Amir Dobbaj i fill d'Aga Kamal que havia estat governador de Gilan en el regnat de Shah Sultan Husayn), aliat amb un cap local anomenat Aga Safi, es va apoderar de Rasht i es va proclamar governador de Gilan. Muhammad Hasan Khan Qajar es va apoderar de la zona el 1752 i es va casar amb la filla d'Aga Jamal Fumani; aquest darrer fou assassinat a Shaft el 1753, a mans d'Aga Hadi Shafti, cap local d'un antic feu que va subsistir fins al final del segle xviii, que va usurpar el govern. Aga Hadi va governar llavors Gilan amb l'ajut de Mirza Zaki, governador de Gaskar, però només uns mesos, ja que fou capturat i executat en un atac per sorpresa per Muhammad Hasan Khan Qajar, que va posar en el govern a un jove fill d'Haji Aga Jamal, Hedayat Allah Khan, amb residència a Rasht.
Quan Karim Khan Zand va adquirir poder, Hedayat Allah Khan fou cridat a la cort del xa i fou reemplaçat com a kan-governador general per un home de la confiança del xa (1760). Però quan els següents anys Karim va estar a l'Azerbaidjan en una campanya militar, Hedayat Allah va fugir al Gilan i es va proclamar altre cop com a kan-governador de la província (1762). Karim Khan el va fer apresar i li va imposar una multa de 12.000 tomans, i Nazar Ali Khan Zand fou enviat a supervisar el govern de Gilan (1763). Més tard Karim Khan Zand va canviar la seva actitud envers Hedayat i el va nomenar governador general de Gilan el 1767 arranjant el matrimoni de la germana del nou governador amb Abul Fath Khan Zand, fill de Karim.
Hedayat Allah va ser capaç de conservar la semi independència de Gilan fins al temps d'Aga Muḥammad Khan en els anys 1770 i 1780. Ja el 1773 va intentar obtenir el protectorat rus i com que això no fou possible es va aliar amb Fatali Khan de Quba el 1779. El 1781 Aga Muhammad Khan va encarregar al seu germà Mortazaqoli Khan la reconquesta de Gilan. Davant una invasió imminent i una derrota segura, Hedayat Allah va enviar dos notables locals, Mirza Sadeq Monajjembashi (el cap astròleg) i Mohammad Saleh Lahijí a la cort qajar, amb regals valuosos; després d'això Aga Muhammad Khan va cridar al seu germà Mortazaqoli Khan i les seves tropes que van retornar des del Gilan.

## Final del kanat
Continuant les disputes internes, Hedayat va fer executar a Aga Rafi Shafti i els seus cinc germans i nebots. Hedayat Allah, buscant mantenir la seva independència va demanar altre cop la protecció de Rússia el 1787; això fou el darrer acte contra el governant qajar que finalment no va reeixir al negar-se a cedir a Rússia el port d'Anzali, preu que el tsar exigia a canvi del protectorat; davant de la negativa els agents russos van induir a l'entorn d'Aga Muhammad Khan Qajar a conquerir la província. Al front de sis mil soldats, Mustafà Khan Davallu va marxar sobre Rasht i va derrotar a Hedayat Allah. Es va refugiar en un vaixell rus però els russos el van entregar a Aga Ali Shafti, el darrer supervivent del clan d'Aga Rafi Shafti que havia estat exterminat per Hedayat Allah. El kan fou executat per Aga Ali.

## Kanat
Sota Hedayat Allah Khan el Gilan havia prosperat; va créixer el comerç exterior i es va atreure nombrosos armenis, russos, jueus i indis que es van establir a Rasht; vivien i comerciaven en caravanserralls separats. Hedayat va governar Gilan un període considerable (1754-1787); la província era de les més riques del país amb uns ingressos anuals de 200.000 lliures i això va permetre a Hedayat acumular una considerable fortuna i viure una vida de luxe. Va poder pagar tributs considerables amb seda i or a Muhammad Ḥasan Khan, a Karim Khan Zand i a Aga Muhamamd Khan. Va mantenir una cort brillant ben proveïda de bon licor i d'esclaus georgians, i un exèrcit ben pagat de quinze mil homes que podia augmentar en deu mil més amb reclutaments a la província. A més dels ingressos per la seda i altres productes locals, va obtenir beneficis considerables de l'impost de capitació de la nombrosa comunitat armènia i del comerç amb Rússia (que van poder establir una posició comercial fortificada a Anzali).